# Combois de Malta
Els combois de Malta eren combois de subministrament aliats de la Segona Guerra Mundial. Els combois van tenir lloc durant el setge de Malta al Teatre Mediterrani. Malta era una base des de la qual les forces aèries i marítimes britàniques podien atacar vaixells que transportaven subministraments des d'Europa fins a la Líbia italiana. Gran Bretanya va lluitar la campanya del Desert Occidental contra els exèrcits de l'Eix al nord d'Àfrica per mantenir el canal de Suez i per controlar el petroli de l'Orient Mitjà. El valor estratègic de Malta era tan gran que els britànics van arriscar molts vaixells mercants i vaixells de guerra per proveir l'illa i l'Eix va fer esforços decidits per neutralitzar l'illa com a base ofensiva.
La població civil i la guarnició requerien importacions d'aliments, subministraments mèdics, combustible i equipament; les forces militars de l'illa necessitaven reforços, municions i recanvis. Els combois britànics van ser escortats a Malta per vaixells de la Flota de la Mediterrània, la Força H i avions de la Fleet Air Arm i la Royal Air Force durant la batalla de la Mediterrània (1940–1943). Els vaixells britànics i aliats van ser atacats per la Regia Aeronautica i la Regia Marina italianes el 1940 i, a partir de 1941, per la Luftwaffe i la Kriegsmarine.
El 1942, els britànics van reunir grans flotilles de vaixells de guerra per escortar els combois de Malta, van enviar vaixells de guerra ràpids per fer córrer en solitari a l'illa i van organitzar trajectes de subministrament de Magic Carpet amb submarí. Els caces Hawker Hurricane i després Supermarine Spitfire van ser traslladats a Malta des de portaavions en Club Runs des de Gibraltar cap a Malta. A mitjans de 1942, els atacs aeris de l'Eix a l'illa i als combois de subministrament van neutralitzar Malta com a base ofensiva i una invasió de l'Eix, Unternehmen Herkules (Operació Hèrcules), es va fixar per a mitjans de juliol de 1942.
El setge de Malta es va atenuar després de la victòria aliada a la Segona Batalla d'El Alamein (23 d'octubre - 11 de novembre de 1942). La retirada de l'Eix d'Egipte i Cirenaica va portar més mars al voltant de Malta a l'abast dels avions terrestres aliats. A l'operació Edat de Pedra, que va començar després de l'operació Torxa (8-16 de novembre), la cobertura d'aire durant tot el dia va ser possible i tots els vaixells mercants van arribar a Malta. Els combois mediterranis es van reprendre per proveir les forces britàniques que avançaven, de les quals es van deslligar i escortar vaixells per a Malta cap a i des de l'illa.

## Fons

### Malta, 1940–1941

Malta

Malta, una illa mediterrània de 320 km² havia estat una colònia britànica des de 1814. A la dècada de 1940, l'illa tenia una població de 275.000 habitants, però els agricultors locals només podien alimentar un terç de la població, el dèficit es remeiava per les importacions. Malta va ser un lloc de sortida a la ruta marítima britànica del canal de Suez cap a l'Índia, l'Àfrica oriental, els jaciments petroliers de l'Iraq i l'Iran, l'Índia i l'Extrem Orient. L'illa també està a prop del canal de Sicília entre Sicília i Tunis. Malta també va ser una base per a operacions aèries, marítimes i submarines contra els combois de subministrament de l'Eix de la Royal Air Force (RAF) i el Fleet Air Arm (FAA).

### Mediterrani central, 1942
Les operacions militars des de Malta i l'ús de l'illa com a lloc d'escenificació, van portar a campanyes aèries de l'Eix contra l'illa el 1941 i el 1942. A finals de juliol, els 80 caces de l'illa tenien una mitjana de malbaratament de 17 per setmana i el combustible d'aviació restant només era suficient per als caces, fent poc pràctic enviar més bombarders i torpediners per a operacions ofensives. Els recursos disponibles per mantenir Malta es van reduir quan el Japó va declarar la guerra el desembre de 1941 i va dur a terme l'atac a l'Oceà Índic l'abril de 1942. Malta va ser neutralitzada com a base ofensiva contra els combois italians pels atacs de la Regia Aeronautica i la Luftwaffe a principis de 1942. Diversos vaixells de guerra van ser enfonsats al port de La Valletta i d'altres van ser retirats a Gibraltar i Egipte. Els aliments i les medicines per a la població maltesa i la guarnició britànica van disminuir juntament amb el combustible, la munició i les peces de recanvi amb l'èxit dels atacs de l'Eix als combois de Malta. L'operació italiana C3 i els plans d'invasió de l'Eix (operació Hèrcules) contra Malta es van preparar però després es van cancel·lar el 16 de juny de 1942.

### Batalla de la Mediterrània

Mapa general de Malta

Els Aliats van dur a terme la campanya del desert occidental (1940–43) al nord d'Àfrica, contra les forces de l'Eix d'Itàlia amb l'ajuda d'Alemanya, que va enviar el Deutsches Afrika Korps i importants destacaments de la Luftwaffe al Mediterrani a finals de 1940. Fins a finals d'any, 21 vaixells amb 160.000 tones llargues (160.000 t) de càrrega van arribar a Malta sense pèrdues i s'havia acumulat una reserva de subministraments de set mesos. Tres operacions de combois a Malta el 1941 van perdre un vaixell mercant. De gener de 1941 a agost de 1942, 46 vaixells van lliurar 320.000 tones llargues (330.000 t) però 25 vaixells estaven enfonsats i els vaixells mercants, navals i aeris moderns, eficients, havien estat desviats d'altres rutes durant llargs períodes; també es van realitzar trenta-un proves de submarins. Els reforços per a Malta, van incloure 19 costoses i perilloses operacions de ferri amb portaavions per lliurar caces. Des d'agost de 1940 fins a finals d'agost de 1942, 670 caces Hawker Hurricane i Supermarine Spitfire van enlairar-se de portaavions a la Mediterrània occidenta. Molts altres avions van utilitzar Malta com a punt de partida per al nord d'Àfrica i la Força Aèria del Desert.

## Preludi
Quan Itàlia va declarar la guerra a Gran Bretanya i França el 10 de juny de 1940, l'Esquadró Naval de Tàrent no va salpar per ocupar Malta com va suggerir l'almirall Carlo Bergamini. Amb les bases italianes a Sicília, el control britànic de Malta es va fer més difícil des de les seves bases a Gibraltar a l'oest i Xipre, Egipte i Palestina a l'est, que estaven molt més lluny. Dues setmanes més tard, el Segon armistici de Compiègne va acabar amb l'accés britànic a les bases del mar Mediterrani a França i el pas a les colònies mediterrànies. L'atac britànic a Mers-el-Kébir el 3 de juliol de 1940 contra els vaixells francesos, va començar una guerra informal entre la França de Vichy i la Gran Bretanya. El suport de l'Eix al general Francisco Franco a la Guerra Civil espanyola també va provocar que els britànics estiguessin aprensius per la seguretat de la base britànica a Gibraltar. Aviat es va veure clar que, a diferència de l'Atlàntic, on la guerra era lliurada per submarins i escortes aèries i de superfície, les operacions a la Mediterrània dependrien de la potència aèria i de la possessió de bases terrestres per operar els avions.
Els esdeveniments terrestres a Grècia, Creta, Líbia i la resta de la riba sud de la Mediterrània tindrien una gran influència en la seguretat de les comunicacions marítimes per ambdues bandes. Una conquesta italiana d'Egipte podria unir Abissínia, la Somàlila italiana i Eritrea. La invasió italiana d'Egipte el setembre de 1940 va ser seguida per l'operació Compàs, una contraofensiva britànica al desembre, que va portar a la destrucció del Desè Exèrcit italià i la conquesta de la Cirenaica el gener de 1941. Hitler va traslladar el X Fliegerkorps a Sicília en l'Unternehmen Mittelmeer per protegir les rutes de subministrament de l'Eix més enllà de Malta, i va enviar l' Afrika Korps a Líbia en l'Unternehmen Sonnenblume que, amb reforços italians, va recuperar la Cirenaica. El Fliegerkorps X va ser traslladat a Grècia l'abril de 1941 i la 23a Flotilla d'U-boat es va basar a Salamina, prop d' Atenes, al setembre.

## Primer any

### Juliol de 1940

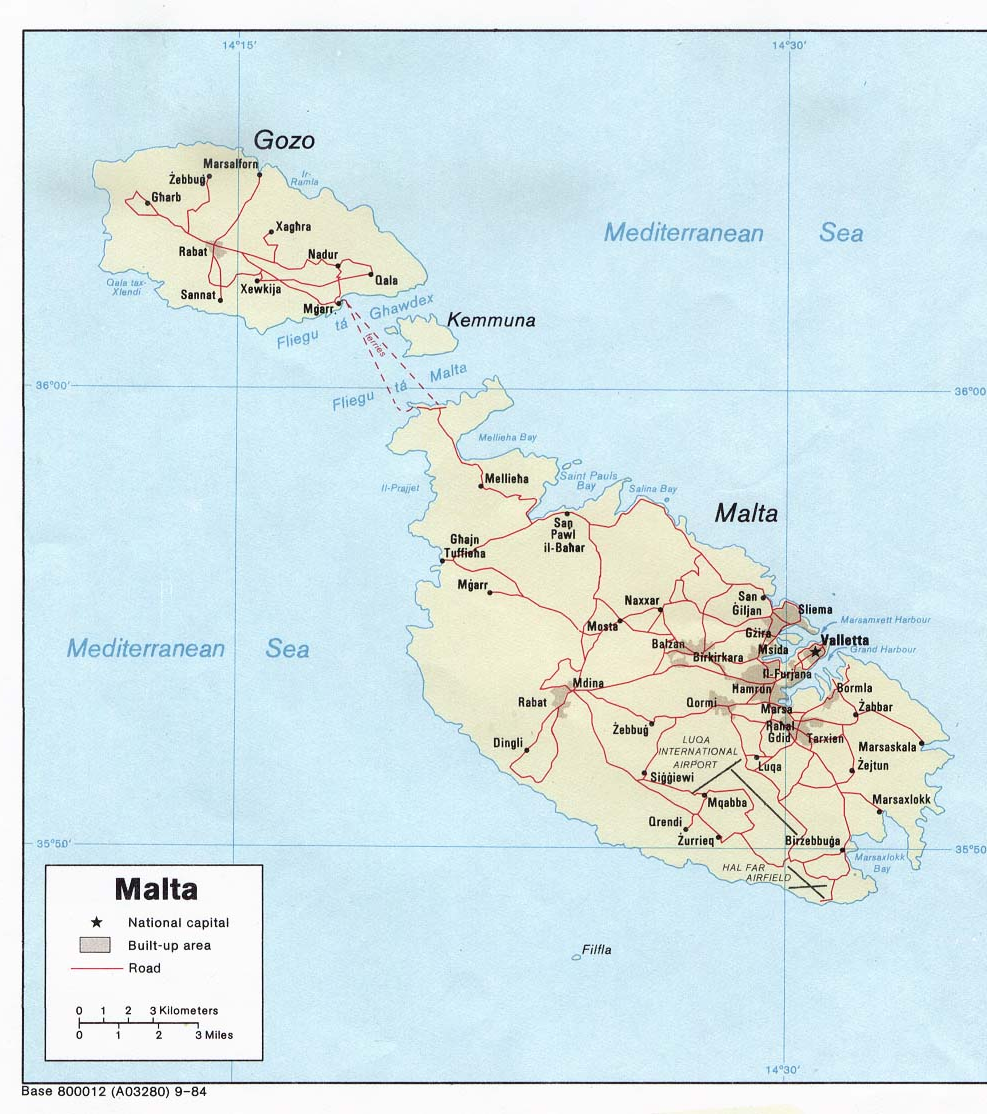
Mapa de Malta

A la batalla de Calàbria els escortes de la Regia Marina (dos cuirassats, 14 creuers i 32 destructors) d'un comboi italià es van enfrontar als cuirassats HMS Warspite, Malaya, Royal Sovereign i el portaavions HMS Eagle. Els creuers i destructors britànics van cobrir dos combois que es dirigien de Malta a Alexandria. El primer, Malta Fast 1 (MF 1)/Malta East 1 (ME 1), estava format per El Nil, Knight of Malta i Rodi ; el segon, Malta Slow 1 (MS 1)/ME 1 estava compost per Kirkland ,Masirah, Novasli, Tweed i Zelanda.

### Agost de 1940
Al juliol, l'Almirallat va discutir l'ús d'un portaavions per transportar avions terrestres a Malta i, un cop Itàlia va declarar la guerra, el reforç de Malta ja no es va poder retardar. El portaavions d'entrenament HMS Argus es va utilitzar per enviar dotze Hurricanes a Malta des d'una posició al sud-oest de Sardenya. Pressa va ser el primer Club Run que va reforçar la defensa aèria de l'illa, malgrat la decisió dels caps d'estat major britànics dos mesos abans que no es podia fer res per reforçar Malta. Els Club Runs va continuar fins que va ser possible fer volar els avions directament des de Gibraltar.

### Setembre de 1940

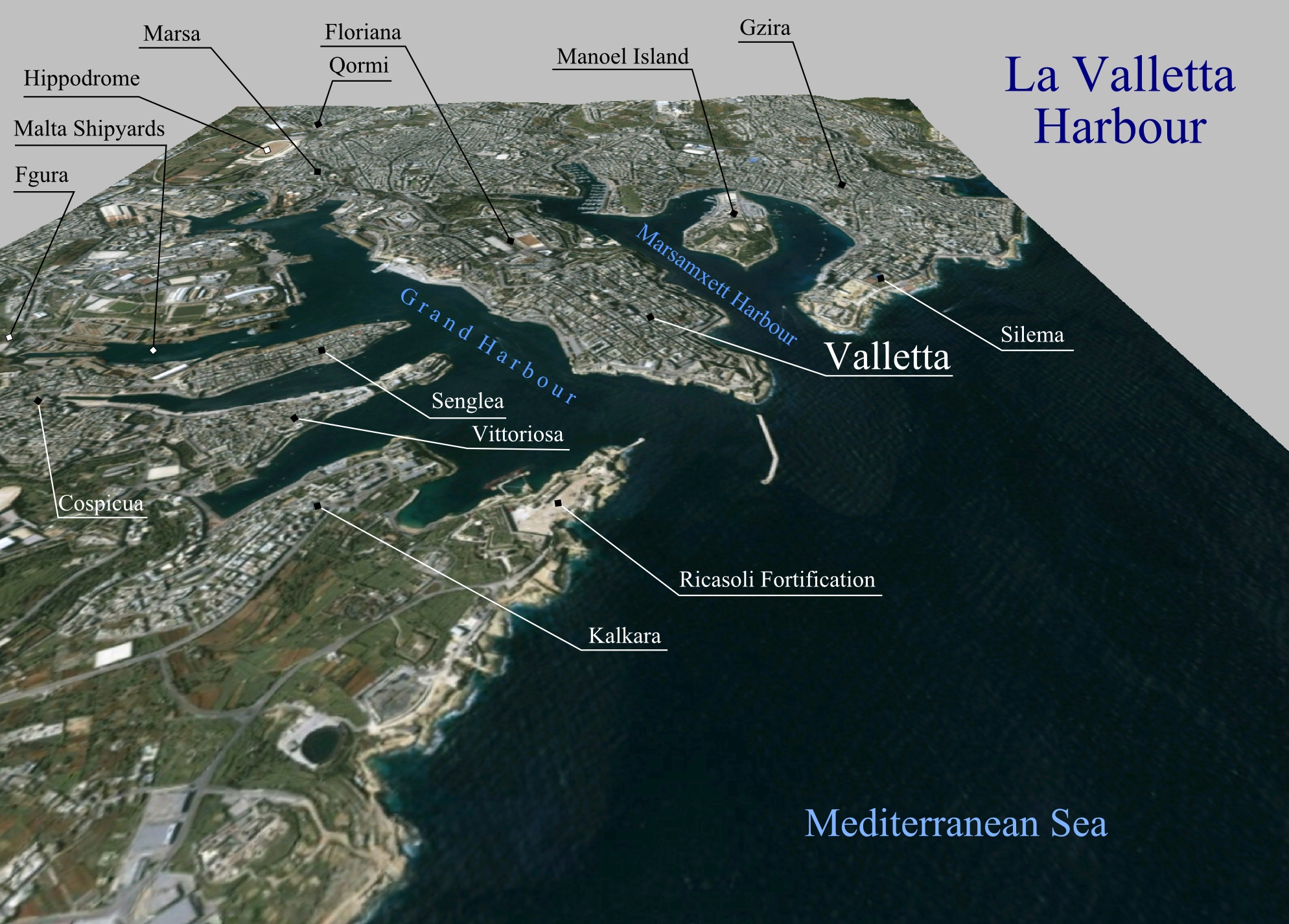
Port de La Valletta

La flota mediterrània a Alexandria va escortar el ràpid comboi MF 2 de tres carguers (que transportava 40.000 tones curtes (36.000 t) de subministraments, incloent reforços i municions per a les defenses antiaèries de l'illa) i es va trobar a Malta amb un altre comboi de Gibraltar. En ruta, les bases aèries italianes van ser atacades; la Regia Marina tenia forces superiors al mar però va perdre l'oportunitat d'aprofitar el seu avantatge.

### Octubre de 1940

#### Operació MB 6
Quatre vaixells del comboi MF 3 van arribar a Malta amb seguretat des d'Alexandria i tres vaixells van tornar a Alexandria com a comboi MF 4. Els combois formaven part de l'Operació MB 6 i l'escorta incloïa quatre cuirassats i dos portaavions. Un intent italià contra l'escorta de retorn per part de destructors i torpediners va acabar a la batalla del cap Passero, un èxit britànic.

### Novembre de 1940

#### Operació Judici

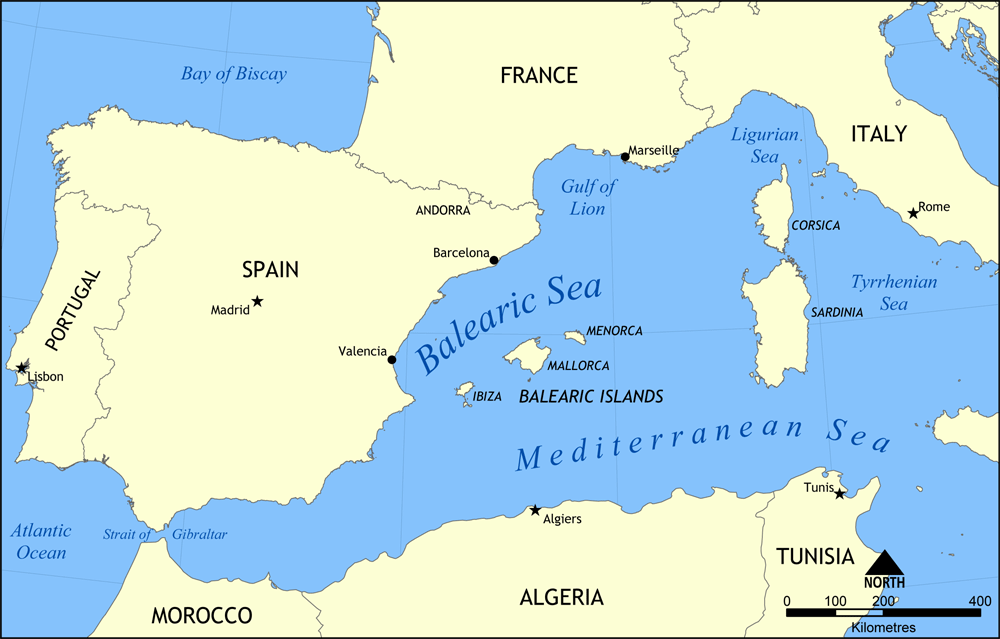
Mediterrani occidental i Gibraltar, seu del Club Runs a Malta

El comboi de cinc vaixells MW 3 des d'Alexandria i el comboi de quatre vaixells de tornada ME 3 van arribar amb seguretat, coincidint amb un comboi de tropes des de Gibraltar i l'atac aeri a la flota de batalla italiana a la batalla de Tàrent.

#### Operació Blanca
A l'operació Blanc, dotze Hurricanes van ser llançats des de l'Argus per reforçar Malta, però l'amenaça de la flota italiana que s'amagava al sud de Sardenya va provocar un enlairament prematur de l'Argus i el seu retorn a Gibraltar. Vuit Hurricanes es van quedar sense combustible i van caure al mar, amb set pilots perduts. Una investigació va trobar que els pilots dels Huricanes havien estat insuficientment entrenats sobre l'autonomia i la resistència dels seus avions.

#### Operació Collar
L'operació Collar pretenia combinar el pas d'un cuirassat, un creuer pesant i un creuer lleuger amb defectes mecànics d'Alexandria a Gibraltar, amb un comboi de quatre vaixells MW 4 a Malta i la navegació del ME 4 des de Malta que comprenia el Cornwall i quatre vaixells buits del comboi MW 3, escortat per un creuer i tres destructors. Al mateix temps s'havien de fer atacs als aeròdroms italians a l'Egeu i al nord d'Àfrica. Tres vaixells a Gibraltar, dos amb destinació a Malta i un a Alexandria havien de ser escortats pels creuers HMS Manchester i HMS Southampton. L'operació MB 9 des d'Alexandria va començar el 23 de novembre, quan el comboi MW 4 amb quatre vaixells va navegar amb vuit escortes de destructors, coberts per la Força E de tres creuers. La Força D, formada per un cuirassat i dos creuers, va navegar el 24 de novembre i l'endemà, dos cuirassats més, un portaavions, dos creuers i quatre destructors de la Força C van sortir d'Alexandria. MW 4 va arribar a Malta sense incidents; El ME 4 havia navegat el 26 de novembre, dos destructors van tornar a Malta; el creuer i un destructor van veure els carguers cap a Alexandria i Port Said el 30 de novembre.
La Força F des de Gibraltar havia de passar 1.400 soldats i personal de la RAF de Gibraltar a Alexandria en els dos creuers, lliscar dos vaixells de subministrament a Malta i un a Creta. Els altres vaixells de guerra destinats al reforç de la flota d'Alexandria s'havien d'enviar, els creuers anaven acompanyats per dos destructors i quatre corbetes. La Força B va proporcionar la força de cobertura amb el creuer de batalla Renown, el portaavions Ark Royal, els creuers Sheffield i Despatch, i nou destructors. Els destructors i corbetes van sortir d'Alexandria la nit del 23 al 24 de novembre per trobar-se amb els vaixells mercants i els seus destructors d'escorta des de Gran Bretanya. Els creuers van embarcar les tropes i el personal de la RAF, sortint de Gibraltar el 25 de novembre. Els britànics no eren conscients que els avions de reconeixement italians havien detectat les sortides des dels dos extrems del Mediterrani i havien establert emboscades submarines. Dos cuirassats italians, tres creuers i dos flotilles de destructors havien sortit del port, més creuers, destructors i torpediners els seguien. La Força D va ser atacada la nit del 26/27 de novembre, però l'atac va ser tan ineficaç que els britànics no es van adonar. El 27 de novembre, els avions de la Força F van detectar la flota de batalla italiana, la força es va dirigir a la Força D i es va preparar per defensar els vaixells mercants en el que es va convertir en un compromís confús i no concloent. Dos submarins italians van atacar tres creuers a l'estret sicilià mentre esperaven el comboi cap a l'est la nit del 27 al 28 de novembre sense efecte i els dos vaixells cap a Malta van arribar el 29 de novembre, quan la Força H tornava a Gibraltar i el comboi de pas i els vaixells navals van arribar a Alexandria.

### Desembre de 1940
El comboi MW 5A amb el Lanarkshire i el Waiwera transportant subministraments i municions i el comboi MW 5B amb el Volo, el Rodi i el Devis, el petroler Pontfield, el Hoegh Hood i l'Ulster Prince d'Alexandria amb una força de cobertura d'un cuirassat, dos creuers, destructors i corbetes van arribar a Malta el 20 de desembre i el convoi ME 5 amb el Breconshire buit, el Memnon, el Clan Macaulay i el Clan Ferguson van ser recollits per la força de cobertura i retornats a Alexandria. Comboi MG 1 amb el Clan Forbes i el Clan Fraser va arribar a Gibraltar des de Malta escortat pel cuirassat i quatre destructors.

## Segon any

### Gener de 1941

#### Opercaió Excés

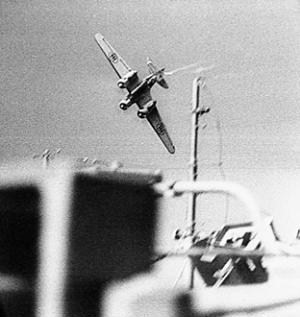
Un Savoia-Marchetti SM.79 durant un atac

L'operació Excés va lliurar un vaixell de Gibraltar a Malta i tres al Pireu. L'operació es va coordinar amb l'Operació MC 4, formada pel comboi MW 5+1 ⁄ 2 amb el Breconshire i el Clan Macaulay d'Alexandria a Malta, ME 6, un viatge de tornada de ME 5+1 ⁄ 2 amb el Lanarkshire i el Waiwera i ME 6, amb el Volo, el Rodi, el Pontfield, el Devis, el Hoegh Hood, el Trocas i el RFA Plumleaf. Els combois van arribar amb seguretat amb 10.000 tones curtes (9.072 t) de subministraments. El creuer HMS Southampton va ser enfonsat, el creuer HMS Gloucester i el portaavions HMS Illustrious van quedar molt danyats i un destructor va ser danyat sense reparació. Excés va ser la primera ocasió que la Luftwaffe va participar en una operació anti-comboi; el torpediner italià Vega va ser enfonsat durant les operacions del creuer HMS Bonaventure.

### Febrer de 1941

#### Operació MC 8
L'operació MC 8, executada del 19 al 21 de febrer, va lliurar tropes, vehicles i botigues a Malta als creuers Orion, Ajax i Gloucester i als destructors de classe Tribal Nubian i Mohawk, cobrint el Barham, el Valiant, l'Eagle, el Coventry, el Decoy, el Hotspur, el Havock, el Hereward, el Hero, el Hasty, l'Ilex, el Jervis, el Janus i el Jaguar .

### Març de 1941

#### Operació MC 9
L'operació MC 9 va cobrir el comboi MW 6 format pel Perthshire, el Clan Ferguson, el City of Manchester i el City of Lincoln, que va salpar des d'Alexandria el 19 de març, les escortes navegant un dia després, coberts per la flota mediterrània fins a la nit del 22/23 de març.. Els vaixells navegaven per rutes indirectes i el mal temps va permetre al comboi evadir el reconeixement aeri de l'Eix. Els vaixells van arribar a Malta, però dos van ser bombardejats als seus atracaments.

### Abril 1941

#### Operació Winch i comboi ME 7
Els Hurricanes lliurats a Gibraltar per l'Argus van ser posats a bord de l'Ark Royal, que va navegar el 2 d'abril, escortat pel cuirassat Renown, un creuer i cinc destructors. Els Hurricanes van sortir volant el 3 d'abril i tots van arribar, la Força H va tornar amb seguretat a Gibraltar el 4 d'abril. Subministraments i municions es van dirigir a Malta a les operacions MC 8 i MC 9. El 18 d'abril, la flota mediterrània va navegar des d'Alexandria fins a la badia de Suda a Creta amb el Breconshire transportant petroli i combustible d'aviació per a Malta. A la fi del 19 d'abril, els destructors de la Malta Strike Force van navegar amb el comboi ME 7 de quatre vaixells de càrrega buits. El Breconshire va córrer cap a Malta i els destructors van tornar després d'unir-se a un bombardeig costaner per part de la flota principal. El creuer Gloucester, que tenia un llarg abast, va unir-se a la força.

#### Operació Dunlop
Vegeu també: Batalla del comboi Tarigo
A l'operació Dunlop, l'HMS Ark Royal va salpar de Gibraltar el 24 d'abril i va volar 24 Hurricanes a la matinada del 27 d'abril. A més, des de Gibraltar arribaren directament Bristol Blenheims i Beaufighters. Tres cuirassats i un portaavions van cobrir el transport ràpid Breconshire (ara assignat a la Royal Navy) d'Alexandria a Malta. L'operació es va coordinar amb el comboi de quatre vaixells ME 7 de Malta a Alexandria. El 16 d'abril, es va mostrar el valor de Malta per a les operacions ofensives quan quatre destructors de la 14a Flotilla (la Malta Striking Force), amb seu recentment a l'illa, van destruir un comboi de subministrament de l'Afrika Korps (cinc vaixells, per un total de 14.000 tones brutes de registre (TRB) i tres escortes) a la batalla del comboi de Tarigo.

#### Operació Temple
Durant l'Operació Temple, el vaixell de càrrega Parracombe va navegar cap a Malta des de Gibraltar la nit del 28 al 29 d'abril, disfressat com a mercant espanyol i més tard com el vapor de Vichy Oued-Kroum. Va ser minat el 2 de maig, que va fer volar la seva proa i es va enfonsar amb 21 Hurricanes, equipament, munició i mercanties militars a bord. El camp de mines havia estat posat el 24 d'abril pels creuers italians Duca d'Aosta, Eugenio di Savoia, Muzzio Attendolo i Raimondo Montecuccoli, escortats pels destructors Alvise da Mosto i Giovanni da Verrazzano.

### Maig de 1941

#### Operacions Tigre i Empalmament

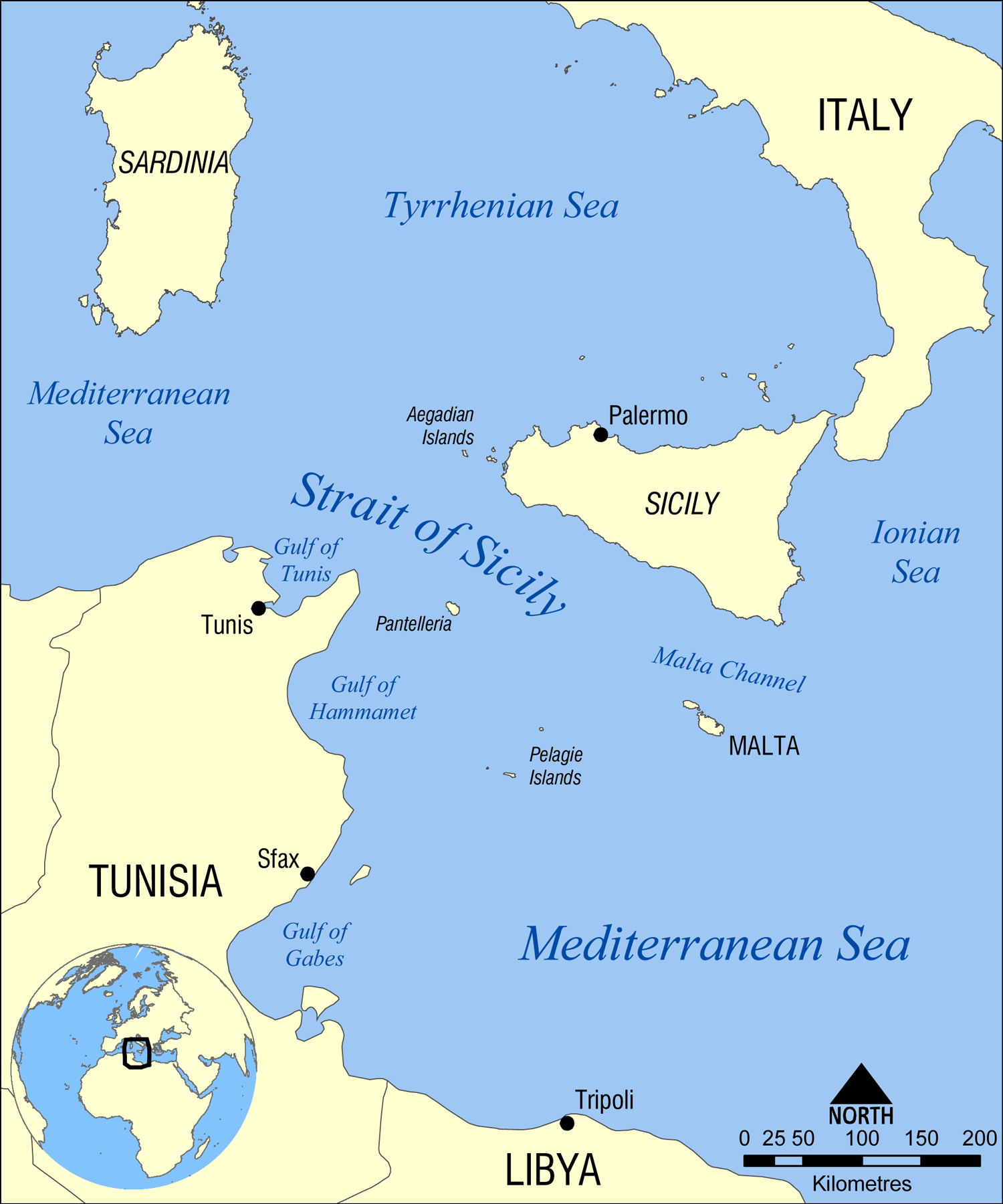
Estret de Sicília

A l'operació Tigre, el comboi WS 8 va navegar de Gibraltar a Alexandria, combinat amb un subministrament dirigit a Malta per sis destructors de la Força H. Cinc vaixells mercants de 15 kn (17 mph; 28 km/h) van passar per Gibraltar el 6 de maig acompanyats per la Força H, juntament amb un cuirassat i dos creuers en ruta cap a Alexandria; el Clan Campbell, el Clan Chattam, el Clan Lamont, l'Empire Song i el New Zealand Star. Els mercants intenten arribar a Alexandria amb la cobertura aèria de Fulmars a bord de l'Ark Royal i amb el foc antiaeri de 9 destructors. El mal temps va ajudar els vaixells, però la Regia Aeronautica va ocupar el comboi durant el dia, i al capvespre l'Empire Songes es va perdre després de colpejar dues mines, es va enfonsar amb tancs i avions (10 Hurricanes i 57 tancs), la tripulació va ser salvat pels destructors Fortune i Foresight fins a La Valletta. Els destructors de la Força H van participar en l'operació del comboi fins a la tornada de Malta. La Força H va bombardejar Bengasi i es va trobar amb el comboi a 50 milles nàutiques (58 milles; 93 km) al sud de Malta a finals del 9 de maig. El minat havia estat posat per la mateixa força de creuers italiana les mines de la qual havien enfonsat el vaixell de càrrega Parracombe a principis de maig.
L'Operació Empalmanent va ser un Club Run del 19 al 22 de maig; 48 Hurricanes van enlairar-se des de l'Ark Royal i el Furious el 21 de maig, tots arribant a Malta. El comboi lent MW 7B amb dos vaixells cisterna va sortir des d'Egipte cap a Malta amb 24.000 tones llargues (24.000 t) de fuel, seguit del ràpid comboi MW 7A amb sis vaixells de càrrega escortats per cinc creuers, tres destructors i dues corbetes. Abdiel i Breconshire van navegar amb la flota principal i tots els vaixells van arribar al Gran Port el 9 de maig, precedits per un dragamines, que va fer detonar unes dotze mines. Al maig, la Luftwaffe va transferir el Fliegerkorps X de Sicília als Balcans, alleujant la pressió sobre Malta fins al desembre.

### Juny de 1941

#### Operació Coet
Un Club Run del 5 al 7 de juny va lliurar 35 Hurricanes a Malta, guiats per vuit Blenheims de Gibraltar.

#### Operació Traçador
Al juny, el nou portaavions HMS Victorious va substituir el Furious als Club Runs. L'operació Traçador va començar el 13 de juny; quan l'Ark Royal i el Victorious, escortats per la Força H, van marxar de Gibraltar. El 14 de juny, 47 Hurricanes, guiats per quatre Hudson de Gibraltar, van sortir volant; 43 Hurricanes van arribar a Malta.

#### Operacions Ferrocarrils I i II
El 26 de juny Ark Royal i Furious van tornar a navegar amb 22 Hurricanes, que van ser guiats a Malta per Blenheims de Gibraltar; tots van arribar a Malta amb mal temps, tot i que un huracà es va estavellar en aterrar. La Força H va arribar al port el 28 de juny, els avions Crated van ser muntats a bord del Furious mentre es va unir a la Força H per a l'Operació Ferrocarril II; el 30 de juny, 26 Hurricanes van enlairar des d' Ark Royal. El segon caça va patinar en l'enlairament de Furious i un tanc de llançament es va soltar i es va incendiar quan l'Hurricane es va anar per la borda, matant nou homes i ferint quatre més abans que el foc s'extingís. Va ser a primera hora de la tarda abans que els 35 Hurricanes restants arribessin a Malta, de nou guiats per sis Blenheims. Durant el mes van arribar a Malta 142 avions, alguns dels quals van ser transportats a Egipte.

### Juliol de 1941

#### Operació Substància
L'operació Substància va enviar el comboi GM 1 (sis vaixells que transportaven 5.000 soldats, escortats per sis destructors), coberts pel cuirassat Nelson i tres creuers de la Home Fleet i la Força H (Ark Royal, Renown, i diversos creuers i destructors). El GM 1 va arribar a Gibraltar des de Gran Bretanya el 19 de juliol i va navegar cap a Malta el 21 de juliol, menys el vaixell de tropes RMS Leinster (que transportava 1.000 soldats i tripulacions terrestres de la RAF) que va encallar i va haver de tornar a Gibraltar. La Flota de l'Est va sortir d'Alexandria com a desviació i vuit submarins van vigilar els ports italians i van patrullar les rutes que s'esperava que utilitzis una sortida italiana. La Força H havia de tornar a Gibraltar en arribar a l'estret sicilià, mentre l'escorta propera de tres creuers Manxman, i deu destructors continuarien cap a Malta. Durant l'operació del comboi, el Breconshire i sis altres vaixells buits a Malta havien de tornar independentment a Gibraltar en l'operació MG 1. El 23 de juliol, al sud de Sardenya, van començar els atacs aeris italians; un creuer va ser atropellat i va haver de tornar a Gibraltar, i un destructor va quedar tan malmès que va ser enfonsat, però la cobertura aèria de l'Ark Royal va permetre que el comboi arribés al canal Skerki a última hora de la tarda.
La força de cobertura va girar cap a Gibraltar i la resta del comboi va continuar, enfrontant-se a més atacs de la Regia Aeronautica; aquests van obligar a un altre destructor danyat a abandonar i tornar a Gibraltar. Girant cap al nord, el comboi va evadir els avions italians, però la nit del 23 al 24 de juliol, el vapor Sydney Star de 12.000 TRB va ser torpedinat per una llanxa MAS i es va quedar paralitzat; el destructor australià HMAS Nestor va ajudar a la seva arribada segura al port i va tornar a estar en condicions de navegar al setembre. Els creuers van navegar per davant per desembarcar tropes i equipament; el comboi i la seva escorta destructor van arribar més tard el 24 de juliol. Una incursió el 26 de juliol de submarins nans italians, llanxes MAS i avions als transports al Grand Harbour va fracassar, amb la força atacant gairebé destruïda; es van desembarcar 65.000 tones curtes (59.000 t) de subministraments. El 31 de juliol, tres creuers i dos destructors van salpar des de Gibraltar amb les tropes i les mercaderies deixades enrere al Leinster, arribant a Malta el 2 d'agost.

### Setembre de 1941

#### Operacions Estat I i II, Operació Hèlix

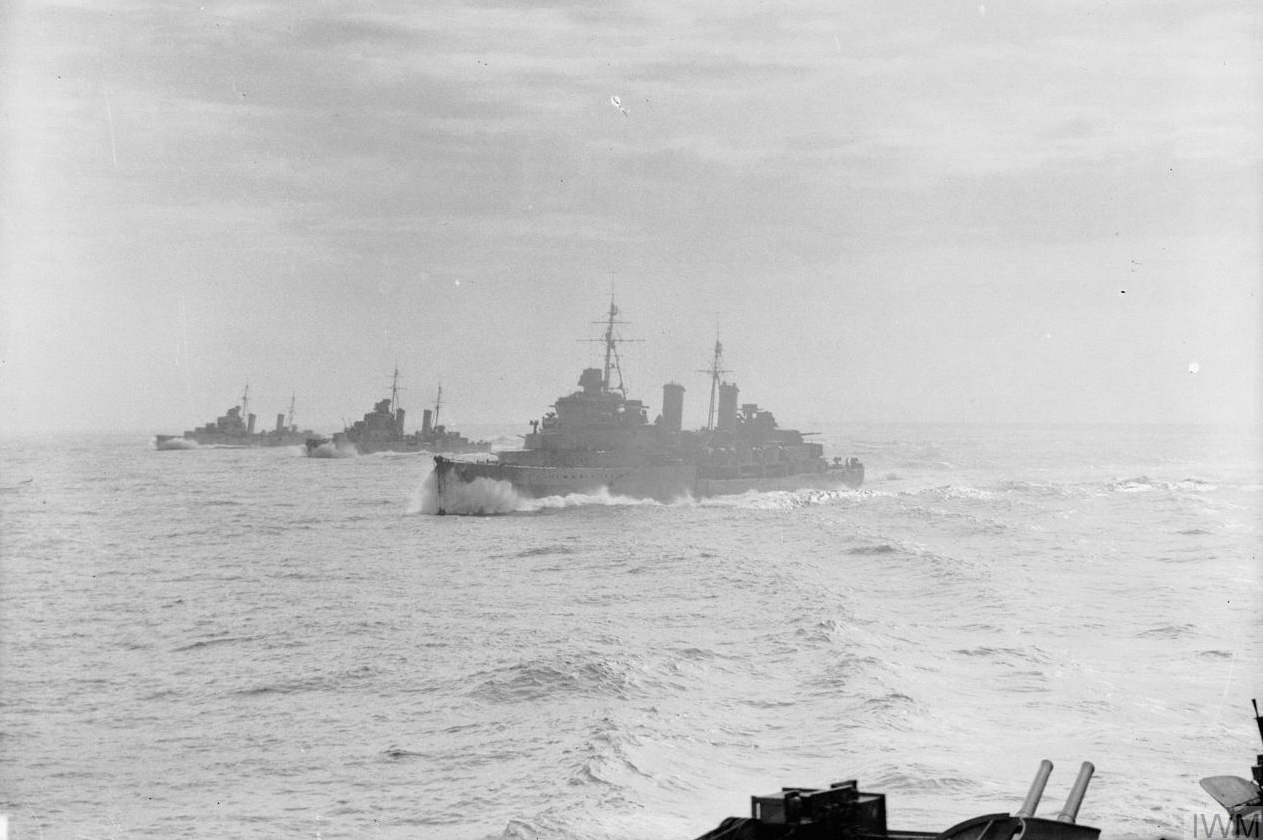
Tres creuers britànics durant l'operació Alabarda

L'Ark Royal i el Furious van portar més de 50 Hurricanes cap a Malta en les operacions Estat I i Estat II, arribant-ne quaranta-nou; diversos Blenheim van volar directament des de Gibraltar al mateix temps, per crear la força d'atac de Malta per utilitzar les municions lliurades a l'operació Substance. El mercant SS Empire Guillemot va arribar a Malta des de Gibraltar en l'Operació Hèlix i un altre vaixell va completar el viatge de manera independent.

#### Operació Alabarda
A l'operació Alabarda, el comboi GM 2 en direcció est amb nou vaixells mercants de 15 kn (17 mph; 28 km/h), que transportaven 81.000 tones llargues (82.000 t) de subministraments i 2.600 tropes de Gibraltar, estava acompanyat pels cuirassats Rodney, Rodney, Prince of Wales (tots separats de la Home Fleet), Ark Royal, cinc creuers i divuit destructors. Els britànics van fer diversions a l'est del Mediterrani i submarins i avions van vigilar les bases navals i aèries italianes. Els atacs al comboi de la Regia Aeronautica van començar el 27 de setembre, demostrant més habilitat i determinació que les trobades anteriors. Un torpediner italià va colpejar Nelson amb un torpede aeri i va reduir la seva velocitat. Els atacs aeris posteriors es van dissuadir pel foc antiaeri de la pantalla del destructor britànic. Els avions de reconeixement britànics van informar que la flota italiana havia sortit del port i estava en un curs d'intercepció i la força de cobertura britànica, menys el Nelson, va ser enviada a combatre. L'Ark Royal va llançar els seus torpediners però l'italià va tornar enrere, i l'avió no va poder establir contacte; cap a les 19:00, el GM 2 va arribar als Narrows.
Els cinc creuers i nou dels destructors van continuar cap a Malta mentre la força de cobertura canviava de rumb. Els britànics van fer rumb cap a Sicília, la qual cosa els va permetre vorejar els camps de mines col·locats pels italians al canal entre Sicília i la costa nord-africana. Durant la nit, la lluna era brillant i els torpediners italians van aconseguir colpejar el transport Imperial Star de 10.000 GRT amb un torpede aeri. Els intents de remolcar el vaixell fins a Malta van fracassar; les seves tropes van ser rescatades i el vaixell va ser enfonsat. Durant la matinada del 28 de setembre, el comboi va entrar al rang de caces amb base a Malta. La resta del comboi va arribar a Malta a les 13:30 i va aterrar 85.000 tones curtes (77.000 t) de subministraments. Alabarda va ser l'última operació de combois de 1941.

### Octubre de 1941

#### Operacions Callboy i MG 3
El 16 d'octubre, la Força H va cobrir l'operació Callboy, un altre club dirigit per l'Ark Royal, per fer volar tretze torpediners Swordfish i Albacore cap a Malta, lliurats a Gibraltar per l'Argus. El 12 d'octubre, els creuers HMS Aurora i Penelope havien sortit de Scapa Flow cap a Malta i es van unir els destructors HMS Lance i Lively de la Força H a Gibraltar, arribant a l'illa el 21 d'octubre. L'esquadró es va anomenar Força K (ressuscitant un títol utilitzat el 1939) per a operacions contra la ruta de subministrament italiana cap al nord d'Àfrica. L'operació MG 3 era un comboi previst per enviar els vaixells mercants Halberd des de Malta, però els vaixells van navegar successivament. Dos van partir el 16 d'octubre, però un vaixell va haver de tornar enrere amb problemes de motor. El segon vaixell va ser cobert pels moviments de la flota de l'operació Callboy que va arribar al punt de vol el 17 d'octubre i va arribar el 19 d'octubre, després d'haver esquivat un atac de torpediners. Dos creuers i dos destructors de la Força H van carregar equipament i munició per a Malta tan bon punt van tornar a Gibraltar i van tornar a navegar el 20 d'octubre, arribant a Grand Harbour a Malta l'endemà. Dos vaixells van sortir de Malta en llast el 21 d'octubre i van arribar a Gibraltar malgrat els atacs aeris; un vaixell amb problemes de motor va sortir de Malta de nou el 22 d'octubre, seguit per un hidroavió Catalina, però no va arribar; una emissió de ràdio italiana va reivindicar l'enfonsament. El quart vaixell va navegar el 24 d'octubre, però va ser atacat per un avió italià i es va retirar, després d'haver estat detectat tan ràpidament.

### Novembre de 1941

#### Operació Perpètua
La Força K de dos creuers i dos destructors va sortir de Malta el 8 de novembre i va enfonsar els vaixells mercants d'un comboi de l'Eix davant del cap Spartivento. 10 de novembre, l'Ark Royal i l'Argus van sortir de Gibraltar i van volar trenta-set Hurricanes, trenta-quatre van arribar amb èxit; set Blenheim van volar directament des de Gibraltar. El 13 de novembre, l'Ark Royal va ser torpedinat i enfonsat l'endemà, a 25 milles nàutiques (29 milles; 46 km) de Gibraltar.

#### Operació Astròleg
L'operació Astròleg (14-15 de novembre de 1941) va ser un intent de proveir Malta de dos vaixells de càrrega sense escolta, l'Empire Pelican i l'Empire Defender disfressats de vaixells neutrals espanyols i francesos. L'Empire Pelican va passar Gibraltar el 12 de novembre i va navegar a prop de les costes marroquines, algerianes i tunisianes, però va ser detectat per avions italians a principis del 14 de novembre al sud de les illes Galite i enfonsat pels torpediners. L'Empire Defender va ser enfonsat al capvespre l'endemà al mateix lloc; Astròleg va ser l'últim intent d'enviar vaixells mercants a Malta des de l'oest durant sis mesos.

### Desembre de 1941

#### Operacions MF 1 i MD 1
Per pal·liar l'escassetat de fuel-oil a Malta, el MV Breconshire va ser escortat des de Malta el 5 de desembre per un creuer i quatre destructors de la Força K a l'operació MF 1 cap a Alexandria; l'endemà, un creuer i dos destructors van sortir d'Alexandria. Durant la nit del 6 de desembre, el creuer i dos destructors van tornar a Malta i dos destructors van continuar amb el Breconshire, trobant-se amb el creuer i dos destructors d'Alexandria a l'alba del 7 de desembre. Dos destructors van continuar cap a Malta i el Breconshire va continuar cap a Alexandria acompanyat pel creuer i els seus dos destructors, arribant a Alexandria el 8 de desembre, menys el creuer que es va deslligar per ajudar un balandre danyat per l'atac aeri de Tobruk. El Breconshire es va omplir amb 5.000 tones llargues (5.100 t) d'oli de caldera i tots els espais es van omplir de subministraments. El 15 de desembre, l'MD 1 va començar quan el Breconshire va navegar cap a Malta amb tres escortes de creuers i vuit destructors. Durant la nit, el Breconshire es va veure frenat per problemes de motor i el 16 de desembre la força es va dirigir cap a l'oest a la llum del dia sense fer zig-zagues. A la foscor, un creuer i dos destructors van tornar enrere i van fer emissions sense fil espúries per simular la flota de batalla al mar. Els destructors van sortir de Malta el 16 de desembre i a les 18:00 la Força K, formada per dos creuers i dos destructors, va navegar per trobar-se amb el Breconshire i escoltar-lo cap al Grand Harbour.
Durant la tarda, es va veure un comboi de cuirassats italià i tots els vaixells en condicions de navegar a Malta van rebre l'ordre d'enfonsar el Breconshire. Només un creuer i dos destructors estaven operatius però es van trobar amb la força que s'aproximava abans de l'alba del 17 de desembre i els vaixells van fer un cercle al voltant del Breconshire ; la Luftwaffe i la Regia Aeronautica van atacar tota la tarda amb bombes i torpedes. Quan es feia la nit, van aparèixer tres cuirassats italians, dos creuers i deu destructors, i el Breconshire i dos escortes es van desviar cap al sud-oest mentre la resta de vaixells britànics giraven cap a la flota italiana. Amb les escortes entre els italians i el Breconshire, el vaixell va ser lliurat a Força K quan va arribar i va posar una cortina de fum. Els vaixells contraris van divergir en la foscor i la Força K va girar cap a Malta amb el Breconshire; la resta de vaixells van tornar a Alexandria i els carguers italians van arribar a Líbia. Força K i el Breconshire van passar el 18 de desembre sota atac aeri, fins que els Hurricanes de Malta van arribar a la tarda i cap a les 15:00 els vaixells van arribar a Malta.

## Tercer any

### Gener de 1942

#### Operació MF 2

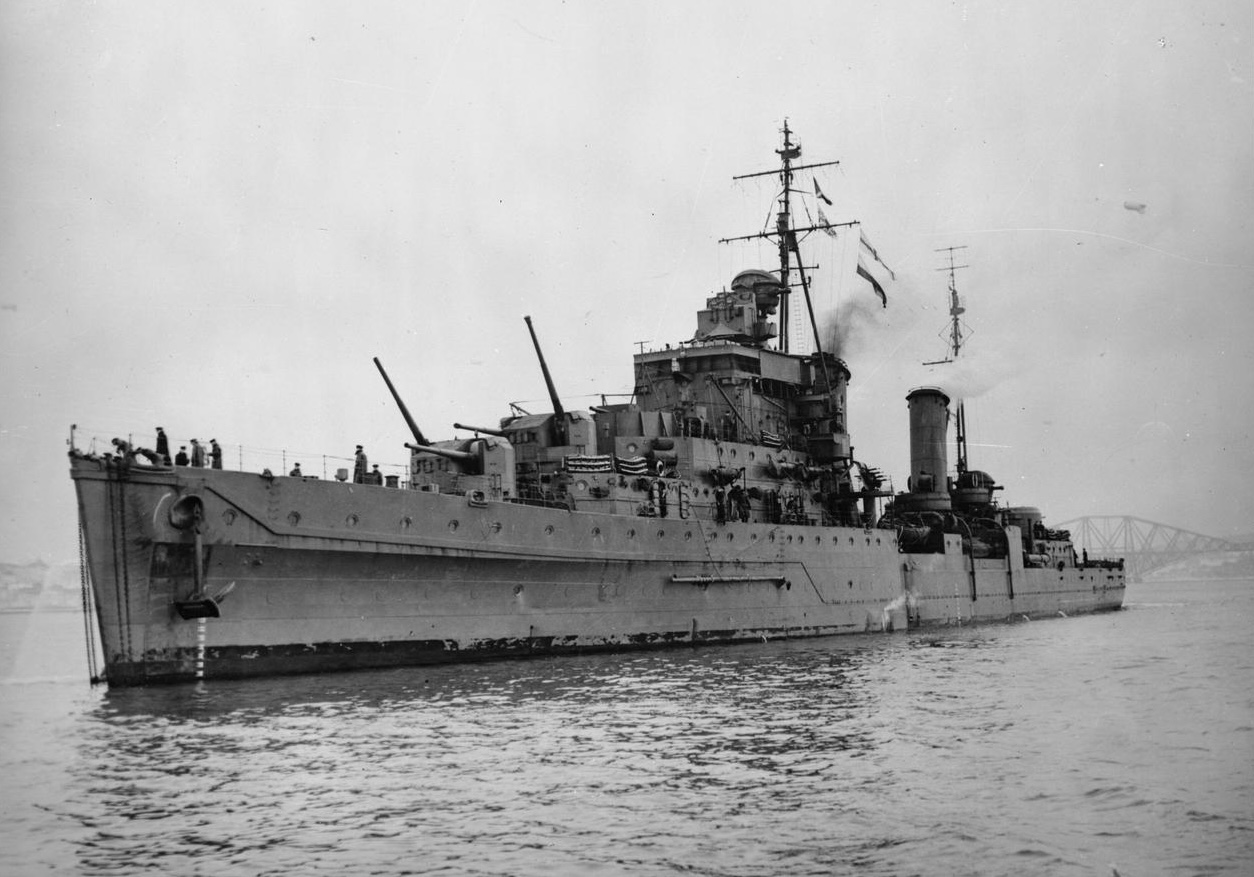
HMS Dido fondejat al Firth of Forth

El 5 de gener, el vaixell de subministrament ràpid HMS Glengyle va ser escortat des d'Alexandria pel 15è Esquadró de Creuers (Força B, comandada pel contraalmirall Philip Vian, formada pels creuers lleugers de classe Dido Naiad, Dido i Euryalus i el creuer antiaeri HMS Carlisle) i sis destructors. Els creuers van servir com a farol, en absència de vaixells més fortament armats capaços de desafiar una sortida de la Regia Marina. El Breconshire havia sortit de Malta el 6 de gener escortat per quatre destructors de la Força C; les dues Forces es van reunir el 7 de gener i la Força C amb el Glengyle va arribar a Malta el 8 de gener, la Força B amb el Breconshire va arribar a Alexandria l'endemà.

#### Operació MF 3
El 16 de gener, els combois MW8A i MW8B amb dos vaixells cadascun, van salpar d'Alexandria en l'operació MF3, acompanyats per Carlisle i dues divisions de destructors. El 15è Esquadró de Creuers va sortir el 17 de gener per unir-se a l'escorta dels dos combois. La Força K (encara curta Aurora) va sortir de Malta per trobar-se amb el comboi el 18 de gener. El Thermopylae (6.655 tones), a MW8A, van desenvolupar falles mecàniques i van ser desviat a Bengasi, però van ser greument danyat pels bombardeigs en ruta i van haver de ser enfonsat. El 17 de gener, el destructor HMS Gurkha va ser torpedinat per l'U-133; el destructor holandès HNLMS Isaac Sweers el va remolcar del petroli ardent, permetent que la majoria de la seva tripulació fos rescatada abans que s'enfonsés. Els tres vaixells de càrrega restants van arribar a Malta, els atacs aeris als vaixells van ser interceptats pels caces del Grup No. 201 (Cooperació Naval) amb seu a Cirenaica, el comboi i els canons antiaeris de les escortes; un cop el comboi estigués a l'abast. Els Hurricanes de Malta també van proporcionar cobertura aèria i els vaixells van atracar el 19 de gener. El 26 de gener, en una operació similar, el Breconshire i escortes d'Alexandria es van trobar amb dos vaixells que havien sortit de Malta el 25 de gener transportant famílies de serveis des de Malta amb escortes de la Força K, que van escortar el Breconshire de tornada a l'illa el 27 de gener.

### Febrer de 1942

#### Operació MF 5

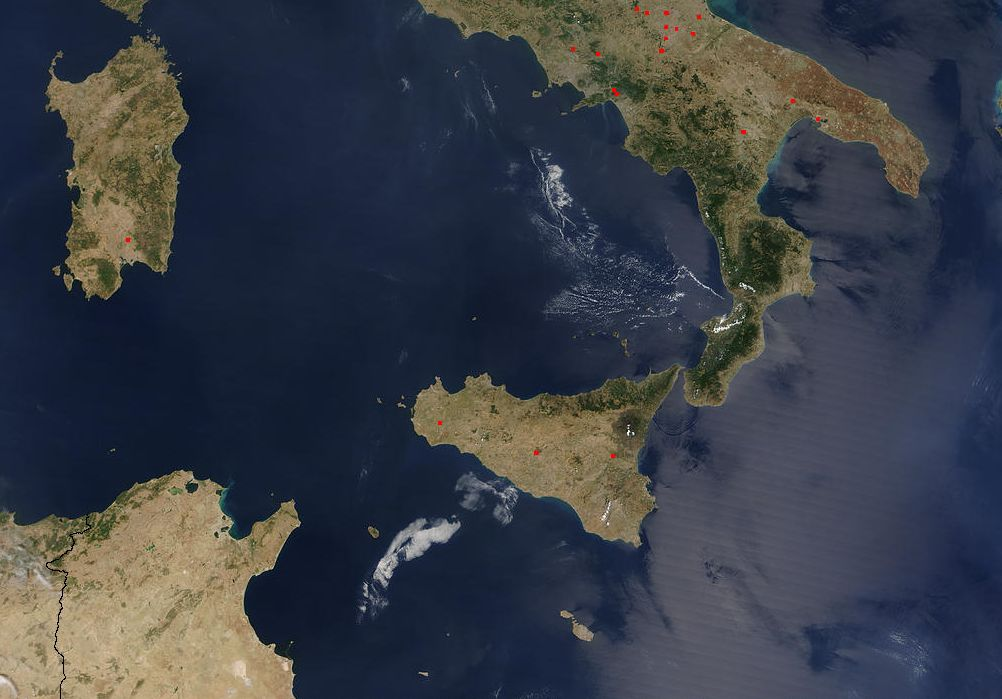
Imatge de satèl·lit de Sardenya, Itàlia, Sicília, Malta i Tunísia

El 12 de febrer, un comboi de tres vaixells MW 9, escortat pel Carlisle i vuit destructors, va partir d'Alexandria en l'operació MF5; unes hores més tard, dos creuers del 15è Esquadró de Creuers, escortats per vuit destructors, van sortir per protegir-lo. El 14 de febrer, el SS Clan Campbell va ser bombardejat i obligat a buscar refugi a Tobruk, el clan Chattan va ser bombardejat, va incendiar i es va enfonsar a la tarda; el Rowallan Castle va ser gairebé perdut, inhabilitat i remolcat, però el Lively el va enfonsar després que es va adonar que no podia arribar a Malta abans de fosc: l'escorta havia estat advertida que el cuirassat italià Duilio havia sortit de Tàrent per interceptar el comboi.

### Març de 1942

#### Operació Spotter
Vegeu també: Segona batalla de Sirte
| Tipus                | No. | Enfonsats | Danyats |
| -------------------- | --- | --------- | ------- |
| Creuers              | 4   | —         | 3       |
| vaixells AA          | 1   | —         | —       |
| Destructors          | 18  | 3         | 2       |
| Submarins            | 5   | 1         | —       |
| Mercants             | 4   | 1         | —       |
| Mercants que arriben | 3   | 3 a moll  | —       |

El 6 de març, l'Operació Spotter, un club dirigit pels portaavions Eagle i Argus va sortir dels primers 15 reforços Spitfire cap a Malta. S'havia abandonat un intent anterior però es van instal·lar els tancs de ferri externs adequats; set Blenheim van volar directament des de Gibraltar. El 10 de març, els Spitfires van fer les seves primeres sortides contra una incursió de Ju 88 escortats per caces Bf 109.

#### Operació MG 1
L'operació MG 1 va començar amb el comboi MW 10 de quatre vaixells que navegaven des d'Alexandria a les 7:10 del matí del 20 de març, cadascun amb un grup d'enllaç de la marina i artillers de vaixells mercants equipats defensivament (DEMS), complementats per passatgers de servei. El comboi va ser escortat per la Força B, els creuers HMS Cleopatra, Dido, Euryalus, el creuer antiaeri Carlisle i els sis vaixells de la 22a Flotilla de Destructors. La 5a Flotilla de Destructors va navegar des de Tobruk en una escombrada antisubmarí, abans d'unir-se al comboi el 21 de març. Clan Campbellva lluitar per mantenir-se al dia a causa d'un problema amb el motor i no es va complir l'horari del comboi. Diversos submarins britànics van participar prop de Messina i Tàrent per vigilar els vaixells italians. Els equips del Long Range Desert Group havien d'atacar els aeròdroms de Martuba i Tmimi a Cirenaica mentre els avions de la RAF i la FAA els bombardejaven a terra els bombarders Ju 88; el Grup 201 de la RAF va proporcionar cobertura aèria i reconeixement de la ruta del comboi. L'Operació Picket, dirigida per un club, havia d'utilitzar l'Argus i l'Eagle, amb la Força H com a esquer, però es va trobar que els tancs del ferri de Spitfire estaven defectuosos i l'operació es va cancel·lar.
El 22 de març, quan el MW 10 passava per Bomb Alley, va arribar la notícia que un esquadró italià havia navegat i de les 10:35 a les 12:05 es van fer cinc atacs de torpediners italians però sense impactes. A la tarda van començar els atacs aeris alemanys i italians, amb bombes i torpedes, de nou sense efecte. Es va veure fum a les 14:10 i els escortes es van traslladar per interceptar-los en mar agitada, ja que el comboi estava amagat per una cortina de fum. Els creuers italians van començar el foc i després van girar per atraure els creuers britànics cap el Littorio; els britànics no van mossegar l'esquer. L'intercanvi va ser l'inici de la Segona Batalla de Sirte i els avions de l'Eix es van concentrar en el comboi, que va maniobrar amb tanta eficàcia que cap vaixell va ser colpejat, però els vaixells i l'escorta propera van disparar gran part de la seva munició. Durant la batalla prop del comboi, les escortes van continuar posant cortines de fum i els italians van arribar a 8 milles nàutiques (9,2 milles; 15 km) mentre la Força B es va esquivar entre el fum, atacant a cada oportunitat.
Els atacs aeris alemanys van continuar i la Força B va girar cap a Alexandria, molt mancada de combustible quan la Força K es va unir al comboi per a l'última etapa. El comboi havia rebut l'ordre de dispersar-se, tres vaixells es van desviar cap al sud i el Clan Campbell es va dirigir directament cap al Grand Harbour, calculant-se els desviaments per reunir els vaixells poc abans de Malta a la llum del dia el 23 de març. Els desviaments van ser un error i el Pampas va ser colpejat per una bomba durant el matí, però va continuar, arribant a Malta. El Talabot també va ser atacat amb freqüència, però va arribar sense danys, llevat d'algunes petites bombes llançades per un caça bombarder Bf 109. El Clan Campbell va ser enfonsat a 20 nmi (23 milles; 37 km) de Malta i el Breconshire, després de ser agafat a remolc per destructors i remolcadors diverses vegades, va arribar al port de Marsaxlokk el 25 de març. La descàrrega dels vaixells va ser molt lenta i els atacs de la Luftwaffe el 26 de març van enfonsar el Breconshire al vespre i van continuar bombardejant el port de Valletta fins a la nit. El Talabot i el Pampas van ser incendiats abans de la descàrrega, només es van desembarcar 4.952 tones curtes (4.492 t) de les 29.500 tones curtes (26.800 t) de subministraments i diversos destructors van resultar greument danyats.

#### Operació Piquet
El 22 de març, un Club Run dirigit per l'Argus i l'Eagle cobert per la Força H va sortir de Gibraltar per lliurar Spitfires a Malta i per desviar l'atenció de l'MG 1. Dos submarins italians van detectar els vaixells britànics i un va disparar torpedes contra l'Argus sense cap efecte que l'operació. es va cancel·lar quan es va trobar que els dipòsits de combustible de llarg abast dels Spitfires eren defectuosos. L'operació es va repetir el 27 de març i es van fer volar setze Spitfires cap a Malta, i els vaixells van tornar a Gibraltar el 30 de març.

### Abril 1942

#### Operació Calendari
A mesura que l'efectivitat de Malta com a base ofensiva va disminuir, quaranta-set Spitfires van ser llançats com a reforç. Van ser lliurats pel portaavions americà USS Wasp, escortat pel creuer de batalla Renown, els creuers HMS Cairo i Charybdis i sis destructors britànics i nord-americans. La majoria dels avions van ser destruïts a terra pels bombardeigs.

### Maig de 1942

#### Operacions Bowery i LB
A l'operació Bowery, 64 Spitfires van ser llançats des de Wasp i Eagle. Un segon lot de 16 caces van enlairar-se de l'Eagle a l'operació LB.

### Juny de 1942

#### Operació Estil
El 20 de maig, SS Empire Conrad va partir de Milford Haven, Gal·les amb una càrrega de 32 Spitfires en caixes. Els avions eren tots Spitfire Mk VcT. També a bord hi havia la tripulació de terra que els havia de muntar, un total de més de 110 homes. L'Empire Conrad va ser escortat per la 29th ML Flotilla i la corbeta HMS Spirea. Al comboi es va unir més tard els dragamines HMS Hythe i Rye. L'Empire Conrad va arribar a Gibraltar el 27 de maig. Els avions van ser traslladats al portaavions HMS Eagle on van ser muntats. El 2 de juny, l'Eagle va partir de Gibraltar escortada pel creuer Charybdis i els destructors HMS Antelope, Ithuriel, Partridge, Westcott i Wishart. El 3 de juny, els avions van enlairar-se des de l'Eagle, amb destinació a Malta. Vint-i-vuit van arribar sense perill, i els altres quatre van ser abatuts en ruta.

### Operació Julius (arpó i vigorós)

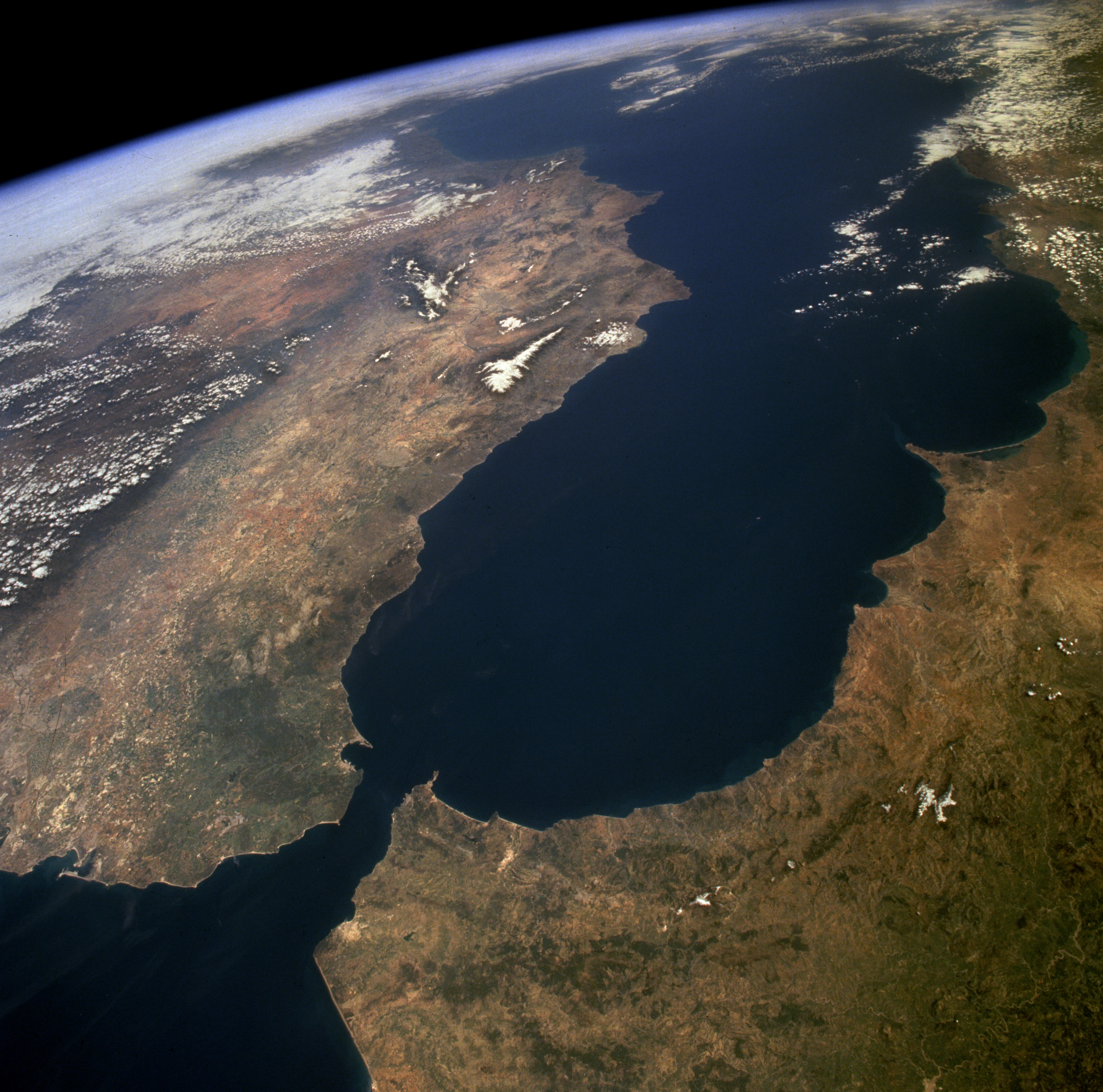
Fotografia per satèl·lit de l'estret de Gibraltar, punt de partida de l'operació Arpó

L'arribada de més Spitfires des de l'Eagle i el trasllat d'avions alemanys al front rus van alleujar la pressió sobre Malta però es necessitaven subministraments. L'operació Julius estava prevista per enviar combois simultàniament des dels dos extrems del Mediterrani. Els vaixells de l'operació Arpó van sortir de Gran Bretanya el 5 de juny i van entrar al Mediterrani la nit de l'11 al 12 de juny. Es van demanar diverses estacions per obtenir un cuirassat, els portaavions Eagle i Argus, tres creuers i vuit destructors per a l'escorta i la força de cobertura cap a l'estret, l'escorta propera a Malta que comprenia el creuer antiaeri Cairo, nou destructors, quatre dragamines de la flota i sis llanxes de motor de rastreig de mines. Un cop el comboi de tres vaixells de càrrega britànics, un holandès i dos nord-americans, que transportaven 43.000 tones llargues (44.000 t) de subministraments, havia estat escombrat pels camps de mines de l'Eix, els dragamines havien de romandre a Malta.
Els vaixells de Gibraltar i Alexandria estaven destinats a arribar en dies consecutius. Els atacs navals i aeris de l'Eix van començar la matinada del 12 de juny; un creuer va quedar molt danyat i un mercant es va enfonsar. El 15 de juny, una força de creuers italiana es va enfrontar a l'escorta propera i com el Cairo i com que els destructors d'escorta feien fum, els destructors de la flota van atacar els vaixells italians. Dos dels destructors de la flota es van desactivar aviat, els tres restants van aconseguir colpejar un destructor italià i després es van unir el creuer i els quatre destructors més petits. Els bombarders en picat van atacar el comboi poc després i un vaixell mercant va ser enfonsat i un altre danyat i agafat a remolc. Cap al migdia, un altre atac aeri va danyar un altre vaixell mercant i es va donar l'ordre d'enfonsar els vaixells a remolc, per augmentar la velocitat dels dos vaixells restants, perquè l'esquadró italià encara s'amagava a la zona. Els escortes van ser dispersats per la força de creuers italiana, que finalment va acabar amb el petrolier Kentucky i el vaixell de càrrega Burdwan. El destructor HMS Bedouin, colpejat repetidament pels creuers italians i inhabilitat durant la batalla, va ser finalment enfonsat per un torpediner S-79 italià. El Kujawiak polonès també es va perdre en un camp de mines unes quantes milles abans de l'arribada. El comboi va arribar amb 15.000 tones curtes (14.000 t) de subministraments sota la cobertura dels Spitfires de Malta, que van derrotar diversos atacs aeris més.
L'operació Vigorous, un comboi d'onze vaixells mercants procedents de Haifa i Port Saïd va navegar al mateix temps que Arpó. El comboi va ser atacat per avions, torpediners i submarins durant quatre dies, amenaçat per una flota italiana i va tornar enrere. El creuer HMS Hermione i els destructors HMS Hasty, Airedale, Nestor i dos mercants van ser enfonsats.

### Juliol de 1942

#### Operació Pinpoint
El Welshman va salpar de Gibraltar el 14 de juliol, portant llet en pols, oli de cuina, greixos i farina, sabó i botigues de neteja de mines. Estava en companyia d'un portaavions, l¡Eagle ; dos creuers antiaeri lleugers, el Caribdis i el Cairo; i cinc destructors, l'Antelope, l'Ithuriel, el Vansittart, el Westcott i el Wrestler. L'Eagle va volar 31 Spitfires el 15 de juliol. El Welshman va fer una carrera independent a prop de la costa algeriana, però va ser ombrejat per avions de l'Eix i atacat per caces-bombarders, bombarders i torpediners fins al capvespre. Va arribar a Malta el 16 de juliol i va tornar a marxar el 18 de juliol.

#### Operació Insecte
L'Eagle va salpar de Gibraltar amb dos destructors i cinc destructors el 20 de juliol, sent tocat per una salva de quatre torpedes del submarí italià Dandolo i el 21 de juliol altres 28 Spitfires van ser volats cap a Malta.

### Agost de 1942

#### Operació Pedestal
A mesura que els subministraments a Malta van disminuir, especialment de combustible d'aviació, el comboi més gran fins ara es va reunir a Gibraltar per a l'operació Pedestal. Constava de 14 vaixells mercants, inclòs el gran petrolier SS Ohio, que transportaven un total de 121.000 tones llargues (123.000 t) de càrrega. Aquests estaven protegits per poderoses Forces d'escorta i de cobertura, per un total de quaranta-quatre vaixells de guerra, inclosos els portaavions Eagle, Indomitable i Victorious i els cuirassats Nelson i Rodney. Es va fer una operació de diversió des d'Alexandria. El comboi va ser atacat per avions de l'Eix, torpediners a motor i submarins. Tres vaixells mercants van arribar a Malta el 13 d'agost i un altre el 14 d'agost. L'Ohio va arribar el 15 d'agost, danyat pels atacs aeris, remolcat pels destructors HMS Penn i Ledbury. La resta estaven enfonsats. Més tard, l'Ohio es va trencar en dos al port de Valletta, però no abans que gran part de la seva càrrega s'hagués descarregat. Eagle, els creuers Cairo i Manchester i el destructor HMS Foresight van ser enfonsats i hi va haver greus danys a altres vaixells de guerra; Les pèrdues italianes van ser dos submarins i danys a dos creuers.
Aquest comboi, sobretot l'arribada de l'Ohio, va ser vist com una intervenció divina pel poble de Malta. El 15 d'agost se celebra com la festa de l'Assumpció de Maria i molts maltesos van atribuir l'arribada de l'Ohio al Grand Harbour com a resposta a les seves oracions. En aquell moment els comandants militars havien acordat que si els subministraments baixaven més, rendirien les illes (la data, ajornada a mesura que es rebien els subministraments, es coneixia com la data objectiu). Pedestal va lliurar 12.000 tones llargues (12.000 t) de carbó, 32.000 tones llargues (33.000 t) de càrrega i 11.000 tones llargues (11.000 t) de petroli a bord d' Ohio. Les mercaderies desembarcades van ser suficients perquè Malta durés fins a mitjans de novembre. Els 568 supervivents del comboi Pedestal van ser evacuats, 207 homes en tres destructors a Gibraltar i la resta en submarí i avions.

#### Operació Baríton

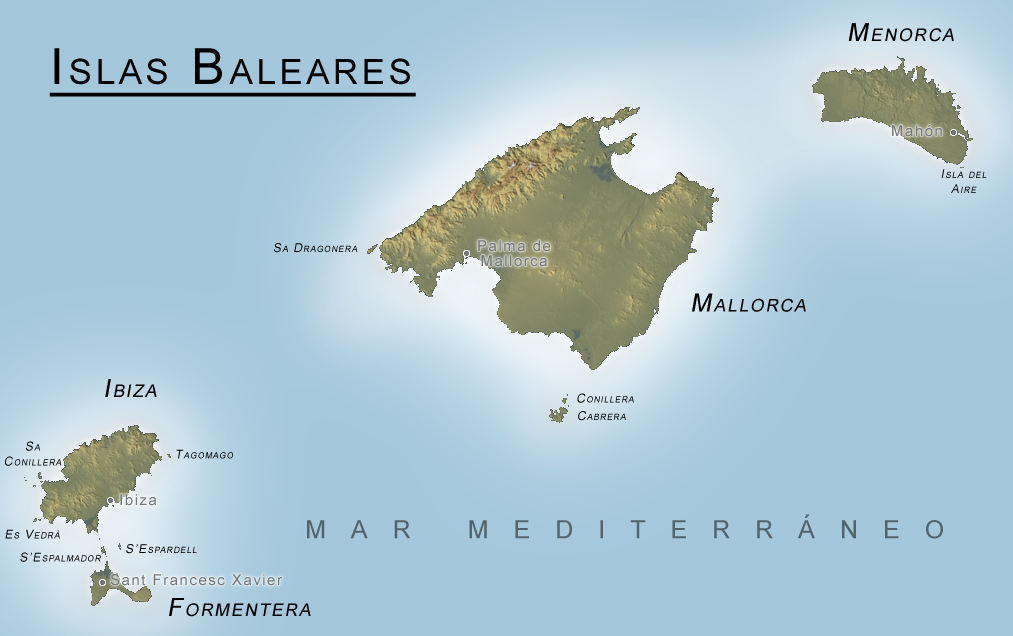
Formetera a les Illes Balears

El 16 d'agost, un creuer i dotze destructors van escortar el Furious a la zona al sud de Formentera, on va fer volar 32 Spitfires; un es va estavellar a l'enlairament i dos van tornar enrere, la resta va arribar a Malta aquella tarda.

### Setembre de 1942
El submarí HMS Talisman es va perdre el 17 de setembre en un trajecte de subministrament des de Gibraltar, ja fos en un camp de mines o per carregues de profunditat per vaixells torpediners italians al nord-oest de Malta.

### Octubre de 1942
Els viatges de Magic Carpet amb submarí van arribar a Malta el 2 d'octubre (Rorqual), el 3 d'octubre (Parthian) i el 6 d'octubre (Clyde), amb benzina i altres botigues, sortint cap a Beirut el 8 d'octubre i transportant supervivents de Pedestal.

#### Operació Tren
Un flux continu de nous Spitfires cap a Malta s'havia fet necessari després que les Forces aèries de l'Eix recorreguessin als atacs de caces-bombarders; en un altre Club Run del 28 al 30 d'octubre, dos creuers i vuit destructors van escortar el Furious que va volar 29 Spitfires cap a Malta, dels quals dos van tornar amb problemes de motor. Deu submarins italians patrullaven però no van poder atacar i els avions de l'Eix es van retenir fins a la tarda del 29 d'octubre, quan un Ju 88 va aconseguir llançar una bomba que va aterrar a 600 peus (180 m) darrere del Furious.

### Novembre de 1942

#### Operacions Edat de Pedra i Crupper

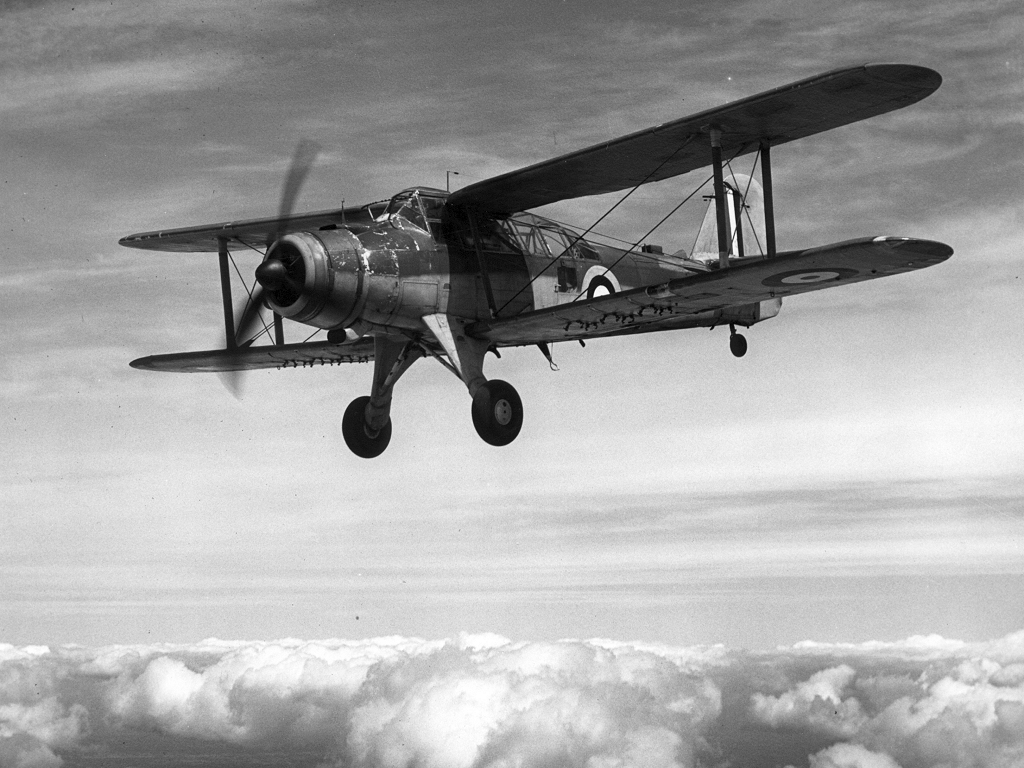
Fairey Albacore

Un intent a principis de novembre d'acostar-se furtivament a Malta amb un vaixell de càrrega disfressat en ruta independent des d'Alexandria va fracassar; a l'operació Crupper, els vaixells mercants disfressats Ardeola (2.609 tones) i Tadorna (1.947 tones) procedents de Gibraltar, van ser capturats i internats a Bizerta mentre passaven per les aigües territorials de Vichy. El Welshman va navegar des de Gibraltar amb una càrrega de menjar sec i torpedes durant els desembarcaments aliats al nord d'Àfrica francès (operació Torxa), Manxman i sis destructors van salpar d'Alexandria l'11 de novembre; tots dos esforços van tenir èxit. El 17 de novembre, el comboi MW 13 (dos vaixells mercants nord-americans, un holandès i un britànic, que transportaven 35.000 tones curtes (32.000 t) de subministraments) va sortir d'Alexandria, escortat per tres creuers del 15è Esquadró de Creuers; a partir del 18 de novembre, es va reduir a deu destructors. Van començar els atacs aeris de l'Eix i després que l'escorta principal s'hagués separat, el creuer HMS Arethusa va ser torpedinat i incendiat. Molts dels atacs aeris van ser interceptats per caces aliats que volaven des dels aeròdroms del desert i el 20 de novembre va arribar el MW 13, escortat per Euryalus i deu destructors de classe Hunt. El 25 de novembre, els vaixells havien aterrat una quantitat adequada de combustible d'aviació i es van cancel·lar els viatges de Magic Carpet. El 20 de novembre, el minador HMS Adventure va navegar de Plymouth a Gibraltar amb 2.000 càrregues de profunditat per a Malta i va repetir la carrera al desembre. L'èxit d'Edat de Pedra va alleujar el setge de Malta, encara que per un marge estret perquè la manca de magatzems militars i aliments per a la població s'hauria esgotat al desembre.

### Desembre de 1942

#### Operació Portcullis
A l'operació Portcullis, els cinc vaixells del comboi MW 14 van arribar des de Port Said amb 55.000 tones curtes (50.000 t) de subministraments, el primer comboi que va arribar sense pèrdues des de 1941. Nou vaixells més van arribar en combois MW 15 a MW 18, lliurant 18.200 tones curtes (16.500 t) de combustible i altres 58.500 tones curtes (53.100 t) de subministraments generals i material militar a finals de desembre; tretze vaixells van tornar a Alexandria com a combois ME 11 i ME 12. L'augment de les racions per als civils va ajudar a evitar el deteriorament general de la salut de la població, que havia provocat un brot de poliomielitis.

### Desembre de 1942 - gener de 1943

#### Operació Quadrangle
Portcullis va ser l'últim comboi directe a Malta; a les operacions Quadrangle A, B, C i D, parelles de vaixells cap a Malta es van unir amb combois ordinaris en direcció oest i després es van trobar amb escortes de la Força K, arribant sense pèrdues. A l'Operació Quadrangle A, el comboi MW 15 de dos vaixells era un comboi lateral des del nou servei de Port Said a Bengasi. Quan el comboi principal va arribar a Barce a Líbia, els vaixells de Malta es van trobar amb vuit escortes de destructors i vaixells buits de l'illa. Els vaixells van intercanviar escortes pel viatge de tornada a Grand Harbour, MW 15 que va arribar el 10 de desembre. L'operació Quadrangle B va cobrir el comboi MW 16 d'un camió cisterna escortat per sis destructors i un dragamines. Quatre vaixells de MW 13 es van formar comboi MW 12 i nou destructors van sortir de Grand Harbour el 17 de desembre. Quadrangle B va ser atacat per Ju 88 l'endemà sense cap efecte. Diverses escortes van lliurar el MW 12 a Barce als vaixells d'Alexandria i es van fer càrrec del comboi MW 17, dos mercants de l'operació Quadrangle C a Malta. El comboi ME 13 es va ometre i el comboi ME 14 amb quatre vaixells buits va sortir de Malta el 28 de desembre amb cinc destructors. Al desembre, 58.500 tones llargues (59.400 t) de càrrega general i 18.200 tones llargues (18, Es van lliurar 500 t) de fuel. El comboi MW 18 amb un petroler i un vaixell mercant va partir d'Alexandria a l'operació Quadrangle D amb sis escortes de destructors, arribant a Malta el 2 de gener de 1943.

#### Operació Enquesta
El comboi MW 19 va sortir d'Alexandria el 7 de gener de 1943 amb cinc vaixells de càrrega i un vaixell cisterna amb nou destructors i va sobreviure a un atac de torpediners al capvespre del 8 de gener. Durant un atac nocturn, un comerciant i un destructor es van perdre gairebé i un destructor va esquivar un torpede. El 9 de gener una tempesta va frenar el vaixell cisterna i el comboi es va perdre la reunió amb la Força K i més tard es va trobar amb tres destructors de Malta. A mesura que la tempesta va disminuir, els vaixells van agafar velocitat i durant la major part del recorregut cap a Malta, els Beaufighters van proporcionar cobertura aèria, un va ser transportat a un He 111 durant l'11 de gener, que va ser atacat i expulsat, el comboi va arribar a Malta durant la nit.

## Conseqüències

### Anàlisi
Hi va haver 35 grans operacions de subministrament a Malta des de 1940 fins a 1942. Les operacions White, Tiger, Halberd, MF5, MG1, Harpoon, Vigorous i Pedestal van ser rebutjades o van patir greus pèrdues per part de les Forces de l'Eix. Hi va haver períodes llargs en què ni tan sols s'intentava fer cap comboi i només un fil de subministraments arribava a Malta amb submarí o en vaixells de guerra ràpids. El pitjor període per a Malta va ser del desembre de 1941 a l'octubre de 1942, quan les Forças de l'Eix tenien la supremacia aèria i naval al Mediterrani central.

### Víctimes
Des del juny de 1940 fins al desembre de 1943, uns 1.600 civils i 700 soldats van ser morts a Malta. La RAF va perdre uns 900 homes morts, 547 avions en operacions i 160 a terra i les pèrdues de la Royal Navy van ser de 1.700 tripulants de submarí i 2.200 mariners; van morir uns 200 homes de la marina mercant. Dels 110 viatges de vaixells mercants a Malta, n'hi van arribar 79, tres per ser enfonsats poc després d'arribar a l'illa i un vaixell va ser enfonsat en un viatge de tornada. Sis de les set navegacions independents van fallar, tres vaixells van ser enfonsats, dos van ser internats per les autoritats de Vichy i un vaixell va tornar enrere. La Flota de la Mediterrània va perdre un cuirassat, dos portaavions, quatre creuers, un minador ràpid, vint destructors i dragamines i quaranta submarins. Molts vaixells petits van ser enfonsats i molts vaixells supervivents van resultar danyats.

### Llocs web
- Helgason, Guðmundur. «23rd Flotilla», 2012. Arxivat de l'original el 9 febrer 2010. [Consulta: 20 juny 2012].

### Llibres
- Jackson, Ashley. The British Empire i the Second World War.  Londres: Hambledon Continuum, 2006. ISBN 978-1-85285-417-1.
- Llewellyn-Jones, M. The Royal Navy i the Mediterranean Convoys: A Naval Staff History. 1st.  Abingdon: The Whitehall History Publishing Consortium in association with Routledge, 2007. ISBN 978-0-415-86459-6.
- Playfair, I. S. O.; Flynn, F. C.; Molony, C. J. C.; Gleave, T. P.. The Mediterranean i Middle East: British Fortunes Reach Their Lowest Ebb (September 1941 to September 1942). III. Naval & Military Press, Uckfield.  Londres: HMSO, 2004a. ISBN 978-1-84574-067-2.
- Playfair, Major-General I. S. O.; and Molony, Brigadier C. J. C.; with Flynn RN, Captain F. C.; Gleave, Group Captain T. P.. The Mediterranean i Middle East: The Destruction of the Axis Forças in Africa. IV.  Uckfield: Naval & Military Press, 2004b. ISBN 978-1-84574-068-9.
- Richards, Denis. Royal Air Força 1939–1945: The Fight At Odds. I. paperback.  Londres: HMSO, 1974. ISBN 978-0-11-771592-9 [Consulta: 9 octubre 2016].
- Santoro, G. L'aeronautica italiana nella seconda guerra mondiale. II. 1st.  Milano-Roma: Edizione Esse, 1957. OCLC 60102091 [Consulta: 9 octubre 2016].
- The Rise i Fall of the German Air Força (Air 41/10). Public Record Office War Histories.  Richmond, Surrey: Air Ministry, 2001. ISBN 978-1-903365-30-4.

### Diaris
- Caruana, Joseph «Emergency Victualling of Malta During WWII». Warship International, LXIX, 4, 2012, pàg. 357–364. ISSN: 0043-0374.
- Caruana, Joseph «Fighters to Malta». Warship International, XLIII, 4, 2006, pàg. 383–393. ISSN: 0043-0374.
- Vego, M. «Major Convoy Operation To Malta, 10–15 August 1942 (Operation Pedestal)». Naval War College Review, 63, 1, Winter 2010. Arxivat de l'original el 12 agost 2014. ISSN: 0028-1484 [Consulta: 9 octubre 2016]. Arxivat 12 August 2014[Date mismatch] a Wayback Machine.

### Tesis
- (tesi). OCLC 798399582.

### Llocs web
- Hague, Arnold. «The Supply of Malta 1940–1942». naval-history.com, 04-12-2010. [Consulta: 9 octubre 2016].
- Smith, G. «Royal Navy Vessels Lost at Sea, 1939–45». naval-history.com, 07-11-2010. [Consulta: 9 octubre 2016].